# Skałecznica
Skałecznica – osada leśna w Polsce w województwie świętokrzyskim, w powiecie opatowskim, w gminie Ożarów.
W latach 1975–1998 miejscowość położona była w województwie tarnobrzeskim.